# Чемпионат Польши по футболу 2016/2017
Экстракласа 2016/17 (пол. Ekstraklasa 2016/2017) — 83-й розыгрыш чемпионата Польши по футболу с момента его основания. Титул защищает клуб «Легия» из Варшавы.

## Клубы-участники

### Изменения по сравнению с предыдущим сезоном
| Поз. | Клубы, выбывшие в Первую лигу |
| ---- | ----------------------------- |
| 15   | Гурник Забже                  |
| 16   | Подбескидзе                   |

| Поз. | Клубы, поднявшиеся из Первой лиги |
| ---- | --------------------------------- |
| 1    | Арка                              |
| 2    | Висла (Плоцк)                     |

| Арка (Гдыня)                                   | Брук-Бет Термалица (Нецеча) | Краковия | Гурник (Ленчна) | Ягеллония (Белосток) | Корона (Кельце)     |
| ---------------------------------------------- | --- | --- | --- | --- | ------------------- |
| Городской стадион                              | Стадион Нецеча | Краковии им. маршала Юзефа Пилсудского | Арена Люблин (Люблин) | Городской стадион | Kolporter Arena     |
| Вместимость: 15,139                            | Вместимость: 4,666 | Вместимость: 15,016 | Вместимость: 15,500 | Вместимость: 22,386 | Вместимость: 15,550 |
|                                                | | | | |                     |
| Лех (Познань)                                  | Арка Нецеча Краковия Ягеллония Корона Лех Лехия Гурник (Ленчна) Легия Пяст Погонь Рух Шлёнск Висла (Краков) Висла (Плоцк) ЗаглембеКоманды участники чемпионата Польши по футболу 2016–17 | Арка Нецеча Краковия Ягеллония Корона Лех Лехия Гурник (Ленчна) Легия Пяст Погонь Рух Шлёнск Висла (Краков) Висла (Плоцк) ЗаглембеКоманды участники чемпионата Польши по футболу 2016–17 | Арка Нецеча Краковия Ягеллония Корона Лех Лехия Гурник (Ленчна) Легия Пяст Погонь Рух Шлёнск Висла (Краков) Висла (Плоцк) ЗаглембеКоманды участники чемпионата Польши по футболу 2016–17 | Арка Нецеча Краковия Ягеллония Корона Лех Лехия Гурник (Ленчна) Легия Пяст Погонь Рух Шлёнск Висла (Краков) Висла (Плоцк) ЗаглембеКоманды участники чемпионата Польши по футболу 2016–17 | Лехия (Гданьск)     |
| INEA                                           | Арка Нецеча Краковия Ягеллония Корона Лех Лехия Гурник (Ленчна) Легия Пяст Погонь Рух Шлёнск Висла (Краков) Висла (Плоцк) ЗаглембеКоманды участники чемпионата Польши по футболу 2016–17 | Арка Нецеча Краковия Ягеллония Корона Лех Лехия Гурник (Ленчна) Легия Пяст Погонь Рух Шлёнск Висла (Краков) Висла (Плоцк) ЗаглембеКоманды участники чемпионата Польши по футболу 2016–17 | Арка Нецеча Краковия Ягеллония Корона Лех Лехия Гурник (Ленчна) Легия Пяст Погонь Рух Шлёнск Висла (Краков) Висла (Плоцк) ЗаглембеКоманды участники чемпионата Польши по футболу 2016–17 | Арка Нецеча Краковия Ягеллония Корона Лех Лехия Гурник (Ленчна) Легия Пяст Погонь Рух Шлёнск Висла (Краков) Висла (Плоцк) ЗаглембеКоманды участники чемпионата Польши по футболу 2016–17 | Energa              |
| Вместимость: 41,609                            | Арка Нецеча Краковия Ягеллония Корона Лех Лехия Гурник (Ленчна) Легия Пяст Погонь Рух Шлёнск Висла (Краков) Висла (Плоцк) ЗаглембеКоманды участники чемпионата Польши по футболу 2016–17 | Арка Нецеча Краковия Ягеллония Корона Лех Лехия Гурник (Ленчна) Легия Пяст Погонь Рух Шлёнск Висла (Краков) Висла (Плоцк) ЗаглембеКоманды участники чемпионата Польши по футболу 2016–17 | Арка Нецеча Краковия Ягеллония Корона Лех Лехия Гурник (Ленчна) Легия Пяст Погонь Рух Шлёнск Висла (Краков) Висла (Плоцк) ЗаглембеКоманды участники чемпионата Польши по футболу 2016–17 | Арка Нецеча Краковия Ягеллония Корона Лех Лехия Гурник (Ленчна) Легия Пяст Погонь Рух Шлёнск Висла (Краков) Висла (Плоцк) ЗаглембеКоманды участники чемпионата Польши по футболу 2016–17 | Вместимость: 42,105 |
|                                                | Арка Нецеча Краковия Ягеллония Корона Лех Лехия Гурник (Ленчна) Легия Пяст Погонь Рух Шлёнск Висла (Краков) Висла (Плоцк) ЗаглембеКоманды участники чемпионата Польши по футболу 2016–17 | Арка Нецеча Краковия Ягеллония Корона Лех Лехия Гурник (Ленчна) Легия Пяст Погонь Рух Шлёнск Висла (Краков) Висла (Плоцк) ЗаглембеКоманды участники чемпионата Польши по футболу 2016–17 | Арка Нецеча Краковия Ягеллония Корона Лех Лехия Гурник (Ленчна) Легия Пяст Погонь Рух Шлёнск Висла (Краков) Висла (Плоцк) ЗаглембеКоманды участники чемпионата Польши по футболу 2016–17 | Арка Нецеча Краковия Ягеллония Корона Лех Лехия Гурник (Ленчна) Легия Пяст Погонь Рух Шлёнск Висла (Краков) Висла (Плоцк) ЗаглембеКоманды участники чемпионата Польши по футболу 2016–17 |                     |
| Легия (Варшава)                                | Арка Нецеча Краковия Ягеллония Корона Лех Лехия Гурник (Ленчна) Легия Пяст Погонь Рух Шлёнск Висла (Краков) Висла (Плоцк) ЗаглембеКоманды участники чемпионата Польши по футболу 2016–17 | Арка Нецеча Краковия Ягеллония Корона Лех Лехия Гурник (Ленчна) Легия Пяст Погонь Рух Шлёнск Висла (Краков) Висла (Плоцк) ЗаглембеКоманды участники чемпионата Польши по футболу 2016–17 | Арка Нецеча Краковия Ягеллония Корона Лех Лехия Гурник (Ленчна) Легия Пяст Погонь Рух Шлёнск Висла (Краков) Висла (Плоцк) ЗаглембеКоманды участники чемпионата Польши по футболу 2016–17 | Арка Нецеча Краковия Ягеллония Корона Лех Лехия Гурник (Ленчна) Легия Пяст Погонь Рух Шлёнск Висла (Краков) Висла (Плоцк) ЗаглембеКоманды участники чемпионата Польши по футболу 2016–17 | Пяст (Гливице)      |
| Войска Польского им. маршала Юзефа Пилсудского | Арка Нецеча Краковия Ягеллония Корона Лех Лехия Гурник (Ленчна) Легия Пяст Погонь Рух Шлёнск Висла (Краков) Висла (Плоцк) ЗаглембеКоманды участники чемпионата Польши по футболу 2016–17 | Арка Нецеча Краковия Ягеллония Корона Лех Лехия Гурник (Ленчна) Легия Пяст Погонь Рух Шлёнск Висла (Краков) Висла (Плоцк) ЗаглембеКоманды участники чемпионата Польши по футболу 2016–17 | Арка Нецеча Краковия Ягеллония Корона Лех Лехия Гурник (Ленчна) Легия Пяст Погонь Рух Шлёнск Висла (Краков) Висла (Плоцк) ЗаглембеКоманды участники чемпионата Польши по футболу 2016–17 | Арка Нецеча Краковия Ягеллония Корона Лех Лехия Гурник (Ленчна) Легия Пяст Погонь Рух Шлёнск Висла (Краков) Висла (Плоцк) ЗаглембеКоманды участники чемпионата Польши по футболу 2016–17 | Городской стадион   |
| Вместимость: 31,103                            | Арка Нецеча Краковия Ягеллония Корона Лех Лехия Гурник (Ленчна) Легия Пяст Погонь Рух Шлёнск Висла (Краков) Висла (Плоцк) ЗаглембеКоманды участники чемпионата Польши по футболу 2016–17 | Арка Нецеча Краковия Ягеллония Корона Лех Лехия Гурник (Ленчна) Легия Пяст Погонь Рух Шлёнск Висла (Краков) Висла (Плоцк) ЗаглембеКоманды участники чемпионата Польши по футболу 2016–17 | Арка Нецеча Краковия Ягеллония Корона Лех Лехия Гурник (Ленчна) Легия Пяст Погонь Рух Шлёнск Висла (Краков) Висла (Плоцк) ЗаглембеКоманды участники чемпионата Польши по футболу 2016–17 | Арка Нецеча Краковия Ягеллония Корона Лех Лехия Гурник (Ленчна) Легия Пяст Погонь Рух Шлёнск Висла (Краков) Висла (Плоцк) ЗаглембеКоманды участники чемпионата Польши по футболу 2016–17 | Вместимость: 10,037 |
|                                                | Арка Нецеча Краковия Ягеллония Корона Лех Лехия Гурник (Ленчна) Легия Пяст Погонь Рух Шлёнск Висла (Краков) Висла (Плоцк) ЗаглембеКоманды участники чемпионата Польши по футболу 2016–17 | Арка Нецеча Краковия Ягеллония Корона Лех Лехия Гурник (Ленчна) Легия Пяст Погонь Рух Шлёнск Висла (Краков) Висла (Плоцк) ЗаглембеКоманды участники чемпионата Польши по футболу 2016–17 | Арка Нецеча Краковия Ягеллония Корона Лех Лехия Гурник (Ленчна) Легия Пяст Погонь Рух Шлёнск Висла (Краков) Висла (Плоцк) ЗаглембеКоманды участники чемпионата Польши по футболу 2016–17 | Арка Нецеча Краковия Ягеллония Корона Лех Лехия Гурник (Ленчна) Легия Пяст Погонь Рух Шлёнск Висла (Краков) Висла (Плоцк) ЗаглембеКоманды участники чемпионата Польши по футболу 2016–17 |                     |
| Погонь (Щецин)                                 | Рух (Хожув) | Шлёнск (Вроцлав) | Висла (Краков) | Висла (Плоцк) | Заглембе (Любин)    |
| Городской им. Флориана Крыгера                 | Городской стадион | Городской стадион | Городской им. Хенрика Реймана | Стадион им. Казимежа Гурского | Стадион Заглембе    |
| Вместимость: 18,027                            | Вместимость: 9,300 | Вместимость: 42,771 | Вместимость: 33,130 | Вместимость: 10,978 | Вместимость: 16,068 |
|                                                | | | | |                     |

## Составы команд

### Тренеры, капитаны, технические спонсоры и финансовые спонсоры команд
| Команда                     | Президент              | Главный тренер     | Капитан                | Форма       | Спонсор                   |
| --------------------------- | ---------------------- | ------------------ | ---------------------- | ----------- | ------------------------- |
| Арка (Гдыня)                | Войцех Перткевич       | Гжегож Нициньский  | Мирослав Божок         | Adidas      |                           |
| Брук-Бет Термалица (Нецеча) | Данута Витковская      | Чеслав Михневич    | Бартоломей Бабяж       | Nike        | Bruk-Bet                  |
| Краковия                    | Януш Филипяк           | Яцек Желиньский    | Пётр Польчак           | Legea       | Comarch                   |
| Гурник (Ленчна)             | Артур Капелко          | Анджей Рыбарский   | Сергиуш Прусак         | Jako        | Угольные шахты «Bogdanka» |
| Ягеллония (Белосток)        | Цезари Кулеша          | Михал Пробеж       | Рафал Гжыб             | Errea       | STAG SA, город Белосток   |
| Корона (Кельце)             | Марек Папроцкий        | Томаш Вильман      | Радек Деймек           | Hummel      | Lewiatan                  |
| Лех (Познань)               | Кароль Климчак         | Ненад Белица       | Лукаш Тралка           | Nike        | STS                       |
| Лехия (Гданьск)             | Адам Манджара          | Пётр Новак         | Себастьян Миля         | New Balance | Lotos                     |
| Легия (Варшава)             | Богуслав Лесьнодорский | Яцек Магера        | Якуб Жежничак          | Adidas      | Fortuna                   |
| Пяст (Гливице)              | Гжегож Яворский        | Радослав Латал     | Радослав Муравский     | Joma        | E-Toto                    |
| Погонь (Щецин)              | Ярослав Мрошек         | Казимеж Москаль    | Рафал Муравский        | Nike        | Grupa Azoty, город Щецин  |
| Рух (Хожув)                 | Александр Курчик       | Вальдемар Форналик | Рафал Грожицкий        | Adidas      | Węglokoks                 |
| Шлёнск (Вроцлав)            | Павел Желем            | Мариуш Румак       | Пётр Целебан           | Adidas      |                           |
| Висла (Краков)              | Маржена Сарапата       | Дариуш Вдовчик     | Аркадиуш Гловацкий     | Adidas      | Tele-Fonika               |
| Висла (Плоцк)               | Яцек Крушевский        | Марцин Качмарек    | Максимилиан Рогальский | Adidas      | BUDMAT                    |
| Заглембе (Любин)            | Роберт Садовский       | Пётр Стоковец      | Конрад Форенц          | Nike        | KGHM Polska Miedź         |

## Первый этап

### Турнирная таблица
| М  | Команда            | И  | В  | Н  | П  | Мячи    | ±   | О  | Примечания         |
| -- | ------------------ | -- | -- | -- | -- | ------- | --- | -- | ------------------ |
| 1  | Ягеллония          | 30 | 18 | 5  | 7  | 56 − 31 | +25 | 59 | Чемпионская группа |
| 2  | Легия              | 30 | 17 | 7  | 6  | 58 − 30 | +28 | 58 | Чемпионская группа |
| 3  | Лех                | 30 | 16 | 7  | 7  | 50 − 22 | +28 | 55 | Чемпионская группа |
| 4  | Лехия              | 30 | 16 | 5  | 9  | 46 − 37 | +9  | 53 | Чемпионская группа |
| 5  | Висла (Краков)     | 30 | 13 | 5  | 12 | 45 − 46 | −1  | 44 | Чемпионская группа |
| 6  | Погонь             | 30 | 10 | 12 | 8  | 47 − 40 | +7  | 42 | Чемпионская группа |
| 7  | Брук-Бет Термалица | 30 | 12 | 6  | 12 | 31 − 38 | −7  | 42 | Чемпионская группа |
| 8  | Заглембе           | 30 | 10 | 9  | 11 | 37 − 36 | +1  | 39 | Чемпионская группа |
| 9  | Висла (Плоцк)      | 30 | 10 | 9  | 11 | 42 − 44 | −2  | 39 | Группа вылета      |
| 10 | Корона             | 30 | 12 | 3  | 15 | 39 − 55 | −16 | 39 | Группа вылета      |
| 11 | Шлёнск             | 30 | 8  | 10 | 12 | 34 − 45 | −11 | 34 | Группа вылета      |
| 12 | Краковия           | 30 | 6  | 13 | 11 | 38 − 43 | −5  | 31 | Группа вылета      |
| 13 | Арка               | 30 | 8  | 7  | 15 | 37 − 50 | −13 | 31 | Группа вылета      |
| 14 | Рух                | 30 | 10 | 4  | 16 | 37 − 46 | −9  | 34 | Группа вылета      |
| 15 | Гурник             | 30 | 7  | 9  | 14 | 36 − 52 | −16 | 30 | Группа вылета      |
| 16 | Пяст               | 30 | 7  | 9  | 14 | 28 − 37 | −9  | 26 | Группа вылета      |

И — игры, В — выигрыши, Н — ничьи, П — проигрыши, Мячи — забитые и пропущенные голы, ± — разница голов, О — очки

1. ↑  С команды снято 4 очка за финансовые нарушения

## Плей-офф за звание чемпиона

### Турнирная таблица
| М | Команда                                 | И  | В  | Н  | П  | Мячи    | ±   | О  |                                                   |
| - | --------------------------------------- | -- | -- | -- | -- | ------- | --- | -- | ------------------------------------------------- |
| 1 | «Легия» Варшава                         | 36 | 21 | 9  | 6  | 70 − 31 | +39 | 43 | 2-й квалификационный раунд Лиги чемпионов 2017/18 |
| 2 | «Лехия» Гданьск                         | 36 | 20 | 7  | 9  | 57 − 37 | +20 | 41 | 1-й квалификационный раунд Лиги Европы 2017/18    |
| 3 | «Лех» Познань                           | 36 | 20 | 8  | 8  | 60 − 27 | +33 | 41 | 1-й квалификационный раунд Лиги Европы 2017/18    |
| 4 | «Ягеллония» (Белосток)                  | 36 | 21 | 7  | 8  | 62 − 37 | +25 | 41 |                                                   |
| 5 | «Корона» (Кельце)                       | 36 | 14 | 5  | 17 | 47 − 62 | −15 | 28 |                                                   |
| 6 | «Висла» Краков                          | 36 | 14 | 6  | 16 | 53 − 55 | −2  | 26 |                                                   |
| 7 | «Погонь» Щецин                          | 36 | 10 | 13 | 13 | 48 − 54 | −6  | 22 |                                                   |
| 8 | «Брук-Бет Термалика Нецеча КС» (Нецеча) | 36 | 12 | 7  | 17 | 33 − 54 | −21 | 22 |                                                   |

И — игры, В — выигрыши, Н — ничьи, П — проигрыши, Мячи — забитые и пропущенные голы, ± — разница голов, О — очки

## Плей-офф за сохранение места в Лиге
| М | Команда           | И  | В  | Н  | П  | Мячи    | ±   | О  |                     |
| - | ----------------- | -- | -- | -- | -- | ------- | --- | -- | ------------------- |
| 1 | «Заглембе» Любин  | 36 | 14 | 11 | 11 | 50 − 42 | +8  | 34 |                     |
| 2 | «Пяст» Гливице    | 36 | 11 | 10 | 15 | 44 − 54 | −10 | 28 |                     |
| 3 | «Висла» Плоцк     | 36 | 12 | 11 | 13 | 49 − 54 | −5  | 28 |                     |
| 4 | «Шлёнск» Вроцлав  | 36 | 11 | 10 | 15 | 46 − 52 | −6  | 26 |                     |
| 5 | «Краковия» Краков | 36 | 8  | 15 | 13 | 45 − 51 | −6  | 24 |                     |
| 6 | «Арка» Гдыня      | 36 | 9  | 9  | 18 | 41 − 59 | −18 | 21 |                     |
| 7 | «Гурник» Ленчна   | 36 | 9  | 9  | 18 | 45 − 61 | −16 | 21 | Вылет в Первую лигу |
| 8 | «Рух» Хожув       | 36 | 10 | 7  | 19 | 40 − 60 | −20 | 18 | Вылет в Первую лигу |

И — игры, В — выигрыши, Н — ничьи, П — проигрыши, Мячи — забитые и пропущенные голы, ± — разница голов, О — очки